# County Carlow
Carlow (Iers: Cheatharlach) is een graafschap van Ierland, gesitueerd in het zuidoosten van het eiland, en ligt in de provincie Leinster. Het heeft een inwoneraantal van 54.612 (2011). De gelijknamige hoofdstad  Carlow ligt aan de rivier de Barrow.
Op de Ierse nummerplaten staat Carlow afgekort tot CW. De sportkleuren van het graafschap zijn rood en groen.
Er zijn twee golfbanen in Carlow: de Carlow Golf Club uit 1899 en de Mount Wolseley Hotel, Spa, Golf & Country Club, ontworpen door Christy O'Connor jr. en geopend in 1996.

## Plaatsen
| Engels         | Iers                    | Inwoners |
| -------------- | ----------------------- | -------- |
| Bagenalstown   | Muine Bheag             | 2.945    |
| Ballinkillen   | Baile an Cillin         | 74       |
| Ballon         | Balana                  | 801      |
| Ballymurphy    | Baile Uí Mhurchú        | 244      |
| Borris         | An Bhuiríos             | 702      |
| Carlow         | Ceatharlach             | 27.351   |
| Clonegal       | Cluain na nGall         | 249      |
| Clonmore       | Chluain Mhór            | 461      |
| Fennagh        | Fionnmhach              | 516      |
| Hacketstown    | Baile hAiceid           | 653      |
| Kildavin       | Cill Damháin            | -        |
| Leighlinbridge | Leithghlinn an Droichid | 959      |
| Myshall        | Míseal                  | 292      |
| Nurney         | An Urnaí                | 239      |
| Rathvilly      | Ráth Bhile              | 1.074    |
| St Mullin's    | Tigh Moling             | -        |
| Tinryland      | Tigh an Raoireann       | 338      |
| Tullow         | Tulach O'Bhfeidhlim     | 5.138    |

## Geboren
- Nicholas Aylward Vigors (Old Leighlin,1785-1840), zoöloog, ornitholoog en politicus